# Твердиня (роман)
«Твердиня» — другий трилер та восьма художня книга українського письменника й мандрівника Макса Кідрука. Роман написаний у жанрі психотрилер/пригодницький трилер.
Група з п'ятьох студентів дізнається про легендарне місто Пайтіті та вирушає на канікулах на його пошуки в Перу. Згідно з легендами, там індіанці в давнину заховали незліченні скарби. Але також легенди стверджують, що звідти ніхто не повертався живим.

## Сюжет
Компанія з п'ятьох студентів Королівського технологічного університету Стокгольма, яка складається з українця Левка Бартоша (Лео), росіянина Семена Твардовського (Сьоми), американця Ґрема Келлі, чеха Яна Фідлера та японки Сатомі Хігенорі, закінчує навчання. Вони не можуть вирішити куди податись на літніх канікулах 2012 року. Почувши суперечку щодо цього від Лео і Сьоми в пабі Стокгольму, старий художник Ґуннар Іверс запрошує хлопців до себе додому. Хвилюючись і поспішаючи, він розповідає про цивілізацію інків і про руїни, які деякими істориками випадково приписуються цій цивілізації, але за своєю технологічністю ніяк не могли бути побудовані ними. Художник також переповідає легенду про загублене місто Пайтіті, показує розмиту фотографію невідомих руїн у сельвасах і дає карту, намальовану від руки, яка нібито веде до того місця. Після деяких вагань хлопці вирішують податися друзями на пошуки інкської твердині. Левко переконує решту, що Пайтіті — це залишки цивілізації, досягнення котрої інки присвоїли собі, коли завоювали її.
Тим часом у Перу знаходять розтерзані трупи зниклої британської експедиції. Згодом і Ґуннара звіряче вбивають у майстерні. Не знаючи про це, компанія вирушає в Перу, назустріч невідомому. Та одразу ж по прибуттю в Перу їх супроводжують невдачі. Спершу канадець Едді, з яким вони знайомляться в місцевому барі, ледве не помирає через алергію на капсаїцин, що містився в балончику, котрий планували взяти для оборони від звірів. Потім човняр-індіанець Атаучі навідріз відмовляється везти групу, не пояснивши в чому справа. Зрештою друзі купують його катер і вирушають по річці самотужки. Вони слідують за картою та зупиняються на нічліг. Та вночі крізь табір проходять вогняні мурахи, жалячи групу та поїдаючи майже всі припаси. До того ж карта таємниче зникає, а Семен випадково втрачає її копію. Друзі наважуються продовжити подорож попри все. Вони знаходять ущелину, завалену людськими черепами, що веде в тупик. Виснажені та розчаровані, друзі вирішують повернутися та натрапляють на хатину скандинавця Тора Сандерса. Той, як з'ясовується, має лист від Ґуннара. В ньому говориться, що Левко та Семен повинні розшукати Пайтіті. Зі слів Ґуннара, на шляху туди може ввижатися те, чого немає. Левко, Семен, Ґрем, Ян і Сатомі розуміють з доданої карти, що пішли фальшивим шляхом, а справжній — це непомітна стежина. Тож вони, відпочивши в Тора, звертають туди.
Натрапивши на покинуту злітну смугу, група лишає там записку на випадок, якщо не повернеться до 18 серпня. Джунглі огортає туман, у якому щокілька годин лунає дивний дзвін. Левко розшифровує, що дзвін передає азбукою Морзе «get away» — «забирайтеся». Згодом у тумані група бачить ходячого мерця, але перцевий балончик змушує його втекти. Вночі хтось нападає на табір, Сатомі тікає та губиться в джунглях. Вирушивши на її пошуки, Левко та Ґрем знаходять поставлений кимось для залякування труп невідомого чоловіка. Згодом Сатомі вдається знайти, але вона не пам'ятає що сталося за минулі 12 годин. Над джунглями пролітає гелікоптер, озброєння якого свідчить, що він не рятувальний. Семен випадково ламає собі ногу і Ян повертається аби знайти допомогу. Проте друзі розуміють, що ландшафт навколо штучний — схили гори насправді є стінами, складеними з велетенських камінних блоків. У цю мить групу оточують озброєні люди та, зв'язавши, забирають до Твердині, розташованій на горі.
Всередині Твердині виявляється загін охоронців, декілька вчених і американський археолог Джейсон Х'юз-Коулман, який досліджує Твердиню. Він наказує своєму поплічнику Амаро дізнатися в полонених як вони тут опинились. Коли вони розповідають свою історію, Левка, Ґрема, й Сатомі відправляють працювати на плантацію коки поблизу. Семен же, оскільки не може добре ходити, допомагає Джейсону в дослідженнях. Він виявляє, що на стінах містяться числа, записані вісімковою системою, та намагається з'ясувати що вони означають. Йому вдається розкрити, що ці числа спираються на константи природи, такі як число пі. Також, він потай пробирається вглиб Твердині, де виявляє склад таємничих каменів і барельєф Віракочі, відлитий з чистого золота.
Левко планує втечу і по трохи складає план Твердині. Він ділиться задумом про втечу з Семеном, але розуміє, що той не хоче тікати, поки не з'ясує таємниці Твердині. Семен розповідає про розшифровку чисел Джейсону — це список дат. Той радий відкриттю, проте не спускатися в Чорну кімнату Твердині вночі. Семен також починає задумуватися про втечу. Він виявляє у Твердині бруґмансію, квітки якої містять сильні галюцигени. Він пропонує аби Сатомі, котра допомагає на кухні, підкинула квіти в їжу охоронцям і поки вони будуть спантеличені галюцинаціями, друзям вдасться викрасти гелікоптер.
Левко спускається на мотузці нарвати квітів, але сам задурманюється ними та ледь не видає себе, заспівавши. Самтомі непритомніє від удару блискавки, а Ґрем мало не трапляється на очі охоронцеві, витягуючи Левка. Семен, скориставшись нагодою, пробирається до Чорної кімнати й переписує звідти список дат. Амаро підозрює про підготовку втечі, проте не покидає розслідування через ломку без кокаїну. Сатомі підкидає квіти в страву, та кухар Марко підозрює, що там отрута. Він розповідає про це Амаро, котрий не слухає, зайнятий прийомом наркотика. Марко іде самотужки розповісти про отруту в страві, але не враховує, що Сатомі також поклала її в чай, який вже всі встигли випити. Та ефект виявляється не тим, на яких очікували полонені — деякі охоронці падають без тями, тоді як інші стають гіперактивними. Зібравшись разом, Левко, Семен, Ґрем і Сатомі забирають свої речі та захоплюють гелікоптер. Ґрем думає сісти за штурвал, але на місці боїться, адже ніколи не пілотував. Група повертається та вирішує вибратися інших шляхом. Левко пропонує прийняти отруту, так відвівши від себе підозри.
Тим часом група дослідників натрапляє на записку, лишена на злітній смузі. Джейсон, який був у відльоті, повертається в Твердиню та бачить пожежу, що спалахнула через відсутність нагляду. Погасивши полум'я, він та його спільники вважають, що полонені студенти тут нідочого. Джейсон здогадується, що всіх у Твердині отруєно і зловмисники всередині. Марко розповідає, що винні студенти, та Джейсон не вірить йому і вважає, що сам Марко і був отруйником. У цей час дослідники, що виявили записку, наближаються на літаку. Джейсон наказує відкрити вогонь, але в результаті і літак і гелікоптер падають в джунглях.
Семен розповідає Джейсону, що розшифрував найтаємничіше число Твердині — це відношення маси протона до маси електрона. Джейсон пропонує працювати на нього та показує, що індіанці виливали Твердиню з розчину. Також він показує камені, сховані в стінах Твердині, здатні змінювати вагу навколишніх об'єктів. Всю Твердиню він порівнює з термітником, основна частина якого під землею. Згідно з його дослідженнями, хтось копав тунель з-під землі у Чорну кімнату Твердині, але зупинився, не завершивши справу. Довжина тунелю при цьому складає понад 19 км. Семен розшифровує дати й розуміє, що вони позначають події, коли відбувалася масова загибель людей: 11 вересня 2001 року, 26 грудня 2004 і так далі. Йому здається, що якесь світло виривається з тунелю, але Семен встигає втекти.
Амаро викрадає флешку Левка, де знаходить фото з Яном. Він допитується хто це і розбиває Семену череп. Джейсон за це застрелює Амаро. Між прибічниками Амаро й Джейсона стається перестрілка, в якій студенти тікають з Твердині та ховаються в джунглях.
Левку з Сатомі вдається відшукати свій пліт та дістатися до хатини Тора. Згодом вони зв'язуються з посольством і розповідають що сталося. Виявляється, що Ян зник, а Ґрем, як вважають вони, лишився в полоні. Це стає причиною міжнародного скандалу, через який США починає інтервенцію в Перу. Джейсон заміновує Твердиню та підриває її разом з собою, щоб поховати її скарби й таємниці. Його, втім, втішає, що подібних Твердинь ще є багато по світу.
Повернувшись до України, Левко стає відлюдькуватим. Він отримує посилку з речами Семена та починає розшифровувати записи. Левко пересвідчується, що всі дати з Твердині є датами масової загибелі. Він знаходить дату майбутньої події 27 січня 2013, того дня стається пожежа в Бразилії. Не бажаючи згадувати про що-небудь, пов'язане з Твердинею, Левко викидає аркуш з передбаченнями.

## Історія створення

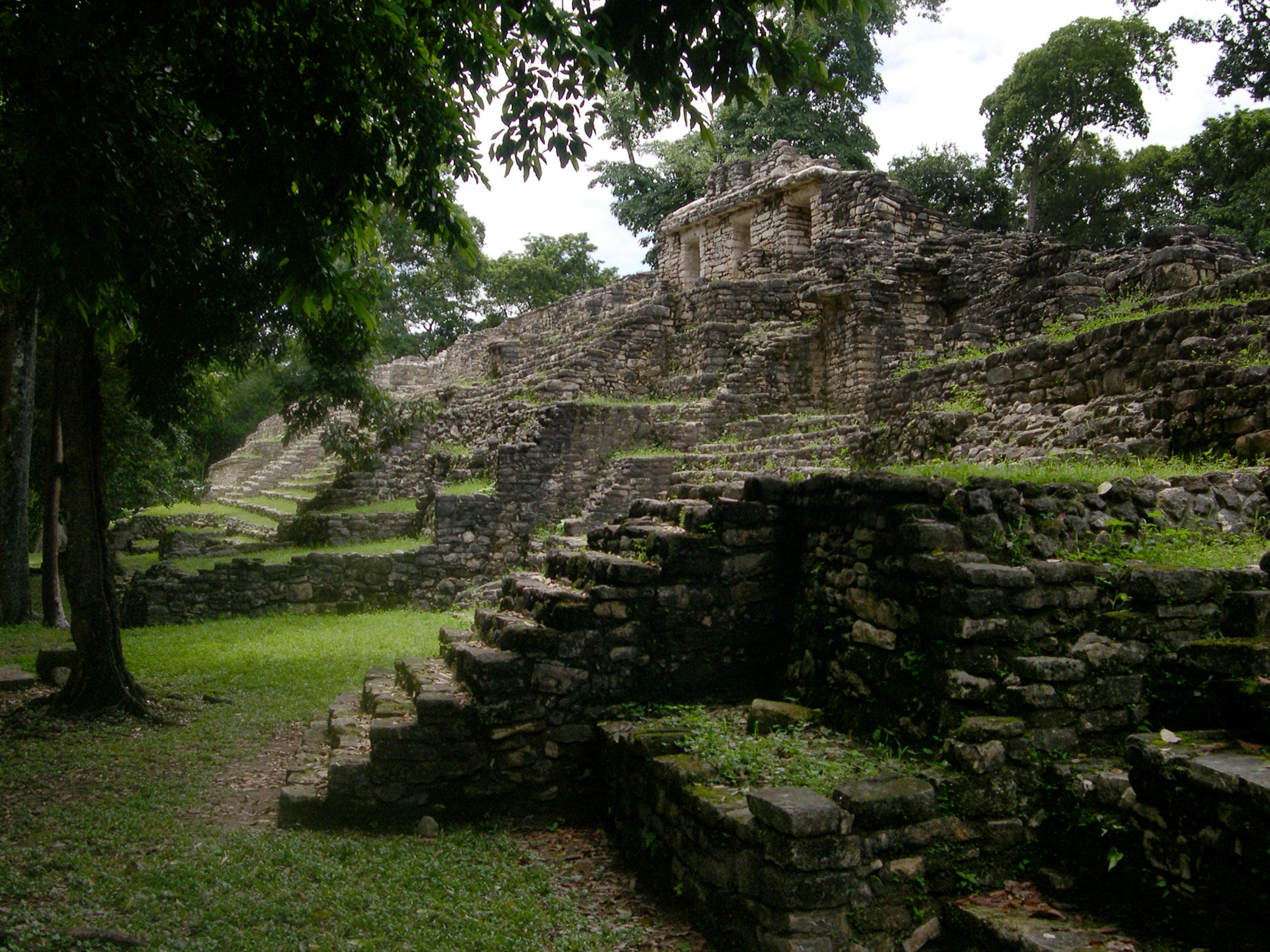
Руїни Ячшилану, одного з джерел натхнення для роману

Максим Кідрук почав писати «Твердиню» ще до «Бота», проте потім відклав текст, вважаючи задум «Бота» ціліснішим. Отримавши схвальні відгуки від першого технотрилера, Кідрук взявся за доопрацювання «Твердині». З перших 60-и сторінок лишилася тільки розповідь Ґуннара Левку й Семену. Базисом для «Твердині» послугувала віра автора в те, що задовго до інків у Перу жила невідома і в той же час надзвичайно розвинута цивілізація. Ця віра зародилась після поїздок Кідрука до Мексики (2008) й Перу (2009) і остаточно викристалізувалась після мандрів Ліваном (2010). Втім, він ніколи не був у змальованих лісах Мадре-де-Діос, а описав їх за зразком півдня Мексики біля руїн Яшчилану, в Еквадорі (містечко Пуйо за Андами) та у Бразилії (Пантанал). Під час роботи над «Твердинею» професійних консультантів у автора не було, на відміну від «Бота». Персонаж Семен з книги є альтер-его самого Максима Кідрука.